# 小棉袄
《小棉袄》（英語：A Warn Jacket），2018年中国偶像剧。由彭冠英、刘芸领衔主演，爱奇艺于2018年7月30日首播。

## 播出时间
| 频道                | 所在地          | 播映日期      | 播出时间 | 备注 |
| ------------------- | --------------- | ------------- | -------- | ---- |
| 爱奇艺 愛奇藝台灣站 | 中国大陆 · 臺灣 | 2018年7月30日 |          |      |

## 演员列表

### 主要演员
| 演員   | 角色   | 介紹 |
| 彭冠英 | 花冲   | 因打黑拳錯失妻子最後一面後放棄拳手之路，獨自帶着五歲的女兒花朵生活，因女兒年小體弱有先天性心臟病，他不得不在工作的同時還要照顧年幼的女兒，昂貴的手術費使他身兼數職。 |
| 刘芸   | 慕容雪 | 一名心內科醫生。之所以朵兒叫她媽媽，是因為慕容雪是朵兒已逝媽媽玲安的閨蜜，臨走之前，玲安將花衝父女倆託付給了慕容雪，因此慕容雪對花沖和朵兒非常上心。                 |

### 其他演员
| 演員   | 角色   | 介紹                     |
| 张子文 | 赵台铭 |                          |
| 郑逸桐 | 老千   |                          |
| 陈思宇 | 咪咪   |                          |
| 侯骏桀 | 大象   |                          |
| 尚怡琳 | 花朵儿 | 五岁女童，是花冲的女儿。 |

## 电视原声带
| 曲序 | 曲目                 | 演唱           |
| ---- | -------------------- | -------------- |
| 1.   | 我的小棉袄（片尾曲） | 关德辉、唐安美 |